# Josef Volf
Josef Volf (nascido em 11 de janeiro de 1939) é um ciclista olímpico tchecoslovaco. Representou sua nação nos Jogos Olímpicos de Verão de 1960, na prova de perseguição por equipes.